# Terunosuke Takezai
Terunosuke Takezai (竹財輝之助) (Kumamoto, Japão, 7 de abril de 1980), é um ator japonês.

## Filmografia

### Filmes
- Kamen Rider Blade: Missing Ace - Kotaro Shirai (2004)
- Sui ni Sumu Hana - (2005)
- Master of Thunder: Kessen!! Fuuma ryuuko-den - Santoku Jovem (2006)
- Cherry Pie - (2006)
- Mirai Yosozu  - Keita Fukushima (2007)
- Hyakumanen to Nigamushi Onna - Yuuki (2008)
- NEW TYPE Tada, Ai no Tame ni - (2008)
- Kanikousen - (2009)

### Televisão
- Hi no Jujika - (Tokai TV, 2005)
- Rondo - Masashi Natsume (TBS, 2006)
- 59 Banme no Proposal - Toru (NTV, 2006)
- Uramiya Honpo - Syu (TV Tokyo, 2006)
- Sunadokei - Daigo Kitamura (TBS, 2007)
- Uramiya Honpo Special - Syu (TV Tokyo, 2008)
- Doyo Wide Gekijo Shokatsu no Onna - (TV Asahi, 2008)
- Atsu-hime - Principe Taruhito (NHK, 2008, ep33)
- RESCUE - Masato Endo (TBS, 2009, ep5)
- Reset - (NTV, 2009, ep12)
- LOVE GAME - Shuhei Naganuma (YTV, 2009, ep6)

### Tokusatsu
- Kamen Rider Blade - Kotaro Shirai (TV Asahi, 2004)